# Radek Dejmek
Radek Dejmek (Vrchlabí, 2 febbraio 1988) è un calciatore ceco, difensore del GKS Katowice.